# Was bleibt (Album)
Was bleibt ist das vierte Studioalbum der deutschen Singer-Songwriterin Madeline Juno.

## Entstehung und Artwork
Alle Stücke des Albums wurden von Madeline Juno in Zusammenarbeit mit wechselnden Koautoren geschrieben, lediglich ein Titel wurde alleine von ihr geschrieben und komponiert. Die meisten Titel entstanden in Zusammenarbeit mit dem deutschen Autoren und Musikproduzenten Oliver Epsom (Oliver Som), der mit Ausnahme eines Titels als Komponist und Liedtexter beteiligt war. Der britische Singer-Songwriter Joseph Cass schrieb an vier Stücken des Albums mit. Des Weiteren stellen die Komponisten beziehungsweise Liedtexter Fabrice Noel, Jonathan Kurz und Rainer Rütsch jeweils eine Autorenbeteiligung. Die Instrumentierung (Bass, Piano und Synthesizer), Produktion sowie die Programmierung erfolgte größtenteils unter der Leitung von Som. Ein Titel produzierte Som gemeinsam mit dem Berliner Produzenten Mic Schröder. Während Som bei fast allen Titeln an der Instrumentierung beteiligt ist, treten die Musiker Joschka Bender (Gitarre), Sebastian Henzl (Piano) und Benjamin Schenfler (Schlagzeug) vereinzelt auf. Ausnahme bildet hier Cass, der an vier Titeln an der Gitarre engagiert wurde. Das Mastering der meisten Titel erfolgte unter der Leitung des Berliner Tontechnikers Lex Barkey, vereinzelt zeigten sich aber auch Chris Gehringer, Zino Mikorey und Som ebenfalls für das Mastering verantwortlich. Bei Cass und Som handelt es sich um alte Weggefährten von Juno. Cass steuert bereits zwei Titel für Junos Vorgänger DNA bei und spielte im Vorprogramm von Junos DNA Tour. Som schreibt und produziert bereits Titel seit der Veröffentlichung der Waldbrand EP.
Auf dem Cover des Albums ist – neben Künstlernamen und Albumtitel – Juno zu sehen. Sie trägt eine orangefarbene Jacke und steht hinter einem Tisch, auf dem sie sich nach vorne übergebeugt und mit ihren Armen nach oben abstützt. Im Inneren der CD befindet sich ein 18-seitiges Begleitheft mit Bildaufnahmen, Liedtexten und den Mitwirkenden. Das Coverbild sowie die Bilder im Begleitheft stammen alle vom Berliner Fotografen Danny Jungslund. Das Fotoshooting fand am 19. März 2019 statt, präsentiert wurde das Cover erstmals am 4. April 2019. Das gleiche Cover wurde auch für das Extended Play Was bleibt (Akustik EP) verwendet.

## Veröffentlichung und Promotion
Die Erstveröffentlichung von Was bleibt erfolgte am 6. September 2019 durch Embassy of Music. Der Vertrieb erfolgte durch Warner Music. Alle Lieder des Albums wurden durch BMG Rights Management und Universal Music Publishing verlegt, vier Titel wurden durch Sentric Music Publishing und jeweils ein Titel durch Budde Music sowie Warner/Chappell Music verlegt. Das Album besteht aus zwölf neuen Studioaufnahmen und ist als CD sowie Download erhältlich. Zeitgleich mit der Veröffentlichung des regulären Albums erfolgte die Veröffentlichung einer limitierten „Fanbox“. Diese beinhaltet zusätzlich die ebenfalls zeitgleich erschienene Was bleibt (Akustik EP) sowie Merchandiseartikel. Als Merchandise beinhaltet die Fanbox eine handsignierte Autogrammkarte, ein Glasbild mit Autogramm, einen Geld- beziehungsweise Kartenhalter zum Anbringen ans Handy, ein DIN-A3-Poster mit dem Coverbild sowie ein DIN-A5-Bogen mit Tattoos. Die Was bleibt Akustik EP ist lediglich in Verbindung mit dem Boxset als CD erhältlich, als Download ist sie auch separat zu erwerben.
Die Promophase für das Album begann mit der Veröffentlichung der ersten Singleauskopplung Borderline am 15. Juni 2018. Nach der Veröffentlichung dessen wurde es zunächst wieder still. Während ihrer Acoustic Tour vom 14. Februar 2019 bis zum 18. Februar 2019 präsentierte Juno erstmals mit Grund genug, Vor dir und Was bleibt drei weitere neue Titel des Albums. Am 12. April 2019 und 31. Mai 2019 folgten mit Gib doch nach beziehungsweise Automatisch zwei weitere Singleauskopplungen. Mit der Veröffentlichung von Gib doch nach startete zeitgleich der Vorverkauf für das Album. Neben den regulären Musikvideos veröffentlichte Juno am 27. Juni 2019 ein schwarz-weiß Video mit einer Akustikaufnahme zu Automatisch. Im Folgemonat erschien mit Grund genug eine vierte offizielle Singleauskopplung. Um das Album im Vorfeld seiner Veröffentlichung weiter zu bewerben, veröffentlichte Juno am 30. August 2019 auf ihrem YouTube-Kanal ein Unboxing-Video, in dem sie die Was bleibt Fanbox vorstellte. Einen Tag vor der Albumveröffentlichung veröffentlichte Juno ein weiteres Schwarz-Weiß-Video mit einer Akustikaufnahme zu Was bleibt.

## Inhalt
Alle Liedtexte des Albums sind größtenteils in deutscher Sprache verfasst und stammen von Madeline Juno, die die Stücke zusammen mit wechselnden Koautoren schrieb. Das Lied Geliehen endet mit einem dreizeiligen englischsprachigen Outro. Musikalisch bewegen sich die Lieder im Bereich der Popmusik. Auf der zeitgleich erschienen Was bleibt (Akustik EP) finden sich fünf der zwölf Titel in akustischer Form wider. Inhaltlich befasst sich Was bleibt hauptsächlich mit der Liebe, aber auch mit Themen wie Depressionen (Automatisch), psychischen Erkrankungen (Borderline), Glaube und Religion (Wenn es dich gibt) oder Verlustängsten (Gib doch nach).
| #  | Titel               | Autor(en)                                                | Produzent(en)              | Länge |
| -- | ------------------- | -------------------------------------------------------- | -------------------------- | ----- |
| 1  | Zu zweit allein     | Madeline Juno                                            | Oliver Epsom               | 3:35  |
| 2  | Grund genug         | Oliver Epsom, Madeline Juno                              | Oliver Epsom, Mic Schröder | 3:22  |
| 3  | Anfangen aufzuhören | Oliver Epsom, Madeline Juno                              | Oliver Epsom               | 3:08  |
| 4  | Gib doch nach       | Oliver Epsom, Madeline Juno                              | Oliver Epsom               | 3:26  |
| 5  | Automatisch         | Oliver Epsom, Madeline Juno, Fabrice Noel, Rainer Rütsch | Oliver Epsom               | 3:15  |
| 6  | Schwarz weiß        | Oliver Epsom, Madeline Juno                              | Oliver Epsom               | 3:03  |
| 7  | New York            | Oliver Epsom, Madeline Juno                              | Oliver Epsom               | 3:14  |
| 8  | Vor dir             | Joseph Cass, Oliver Epsom, Madeline Juno                 | Oliver Epsom               | 3:14  |
| 9  | Wenn es dich gibt   | Joseph Cass, Oliver Epsom, Madeline Juno                 | Oliver Epsom               | 3:47  |
| 10 | Borderline          | Oliver Epsom, Madeline Juno, Jonathan Kurz               | Oliver Epsom               | 3:28  |
| 11 | Geliehen            | Joseph Cass, Oliver Epsom, Madeline Juno                 | Oliver Epsom               | 3:14  |
| 12 | Was bleibt          | Joseph Cass, Oliver Epsom, Madeline Juno                 | Oliver Epsom               | 3:39  |

## Singleauskopplungen

### Borderline
Bereits über ein Jahr vor der Albumveröffentlichung erschien mit Borderline die erste Singleauskopplung des Albums am 15. Juni 2018. Die Single erschien lediglich als Einzeltrack zum Download und Streaming. Das Stück handele vom ewigen „ganz-oder-gar-nicht“, „jetzt-sofort-oder-nie“, „alles-oder-überhaupt-nichts Konflikt“, in dem sich Juno seit sie denken kann befinde und ihrer eigenen Erfahrungen mit psychischen Erkrankungen. Sie beabsichtige hiermit keinesfalls die Borderline-Persönlichkeitsstörung zu verherrlichen, zu romantisieren, noch sich darüber lustig zu machen. Zeitgleich mit der Single feierte auch das dazugehörige Musikvideo seine Premiere auf YouTube. Die Dreharbeiten hierzu erfolgten am 6. Juni 2018 in Hongkong. Regie führte Juno selbst. Das Video hat eine Gesamtlänge von 3:31 Minuten und zeigt Juno, die an verschiedenen Orten in der Stadt das Lied singt.

### Gib doch nach
Am 12. April 2019 erschien mit Gib doch nach die zweite Singleauskopplung des Albums. Die Single erschien wie Borderline als Einzeltrack. Das Lied handele von Verlustangst und erzähle keine spezifische Geschichte, sondern porträtiert eher, wie sich Panikattacken, in denen man irrational handelt und denkt, anfühlen. Zeitgleich mit der Single feierte auch das dazugehörige Musikvideo seine Premiere auf YouTube. Zu sehen ist Juno, die das Lied an verschiedenen Schauplätzen singt. In einigen Szenen sieht man Juno auch zusammen mit einer Frau und einem Mann, mal wie sie sich nahe stehen, mal wie sie auf Abstand gehen. Die Gesamtlänge des Videos beträgt 3:34 Minuten. Regie führte Arrigo Reuss. Die Dreharbeiten erfolgten am 8. April 2019 in Berlin.

### Automatisch
Mit Automatisch erschien am 31. Mai 2019 die dritte Singleauskopplung aus Was bleibt. Die Single erschien auch als Einzeltrack zum Download und Streaming. Rund einen Monat später erschien mit Automatisch (Helmo Remix) eine Neuauflage als Einzeltrack am 5. Juli 2019. Inhaltlich sei das Lied ein Stück mit „doppelten Boden“. Es gehe nicht wie oftmals vermutet um eine Liebesbeziehung, sondern um Junos Depressionen. Sie wollte mit Automatisch ein Lied schreiben, zu dem man tanzen möchte, ein neues Genre ankratzen und in ihrer Muttersprache etwas ausprobieren was sie sich persönlich vorher noch nicht getraut habe. Sie wollte, dass das Lied eine Tiefe hat, die man genauso gut auch ignorieren könne. Das Stück sei von Anfang bis Ende wie eine Konversation aufgebaut, mal mehr Vorwurf, ein anderes Mal mehr Monolog oder Einsicht. Die Personifikation beziehe sich auf die „pechschwärzeste“ aller Ecken ihrer Gedanken. Depressionen kämen und gingen wie sie wollen und hätten einen so im Griff, dass sein „normales“ ich in all der Vertrautheit, in all der Gewohnheit in eine solche „Hass-Liebe“ zu dieser anderen Version von einem stehe. Ursprünglich schrieb Juno das Lied für einen anderen Künstler, dessen Ursprung tatsächlich ein Liebeslied gewesen sei. Es sei ein „relativ simples“ Lied gewesen, in dem es darum gegangen sei, dass ein Junge auf ein Mädchen trifft, die „Anziehung“ automatisch sei und es automatisch käme, dass sie sich mögen. Nachdem Juno das Lied schrieb, habe es zunächst noch ein Jahr in der Schublade gelegen, weil der Künstler noch in der Schreibphase gewesen sei und noch nichts veröffentlicht habe. Juno selbst fand das Stück „produktionell“ und „soundtechnisch“ noch immer spannend, sodass sie sich nochmal vergewissern wollte, ob der eigentliche Interpret das Stück wirklich aufnehmen wolle, weil sie textlich eine neue Idee hierzu habe. Daraufhin schrieb sie den Text neu und nahm das Lied selbst auf. Zwei Tage nach der Singleveröffentlichung feierte das dazugehörige Musikvideo seine Premiere auf YouTube. Zu sehen ist Juno, die in einem hautfarbenen Ganzkörperanzug bekleidet durch einen Raum tanzt und das Lied singt. Inmitten des Raumes befindet sich eine Anhäufung von Fernsehern. Im ganzen Raum verteilt stehen schwarz gekleidete Statisten, die sich nicht bewegen. Bei den Statisten handelte es sich um 15 Fans, die eingeladen wurden. Die Gesamtlänge des Videos beträgt 3:03 Minuten. Regie führte wie bei Gib doch nach Arrigo Reuss. Die Dreharbeiten erfolgten am 25. Mai 2019.

### Grund genug
Mit Grund genug erschien die vierte und bislang letzte Singleauskopplung des Albums am 26. Juli 2019. Wie seine Vorgänger erschien sie ebenfalls nur als Einzeltrack. Grund genug sei ebenfalls ein Lied mit doppelten Boden, was Juno ganz gerne mache. Es sei ein Lied, das wie ein Liebesdrama klinge, jedoch von einer unschönen Zusammenarbeit in der Musikindustrie handele. Es sei ein Stück gewesen, das sie schreiben musste, als sie sich in ihrer Karriere etwas weiterentwickelt habe, sie von Menschen Abschied nehmen musste und erkennen musste: „Wenn ich keinen Grund mehr habe hier zu bleiben und mich euren toxischen Vibe hinzugeben, dann ist es auf jeden Fall Grund genug für mich zu gehen.“ Inhaltlich handelt Grund genug davon, seinen Schmerz anzunehmen und gleichermaßen allmählich loszulassen, um zu sich selbst zurückzufinden und nicht länger eine unter den Folgen und Umständen leidende Version von sich selbst sein zu müssen. Rund zwei Wochen nach der Singleveröffentlichung feierte das dazugehörige Musikvideo seine Premiere auf YouTube am 7. August 2019. Zu sehen ist Juno, die das Lied an verschiedenen Schauplätzen in einer Wüstenlandschaft singt. Die Gesamtlänge des Videos beträgt 3:23 Minuten. Regie führte Elias C. J. Köhler. Während alle Singleauskopplungen die offiziellen Charts verfehlten, konnte sich Grund genug zumindest für einen Tag in den iTunes-Tagesauswertungen platzieren und erreichte dabei Rang 83 am 9. September 2019.

## Was bleibt Tour

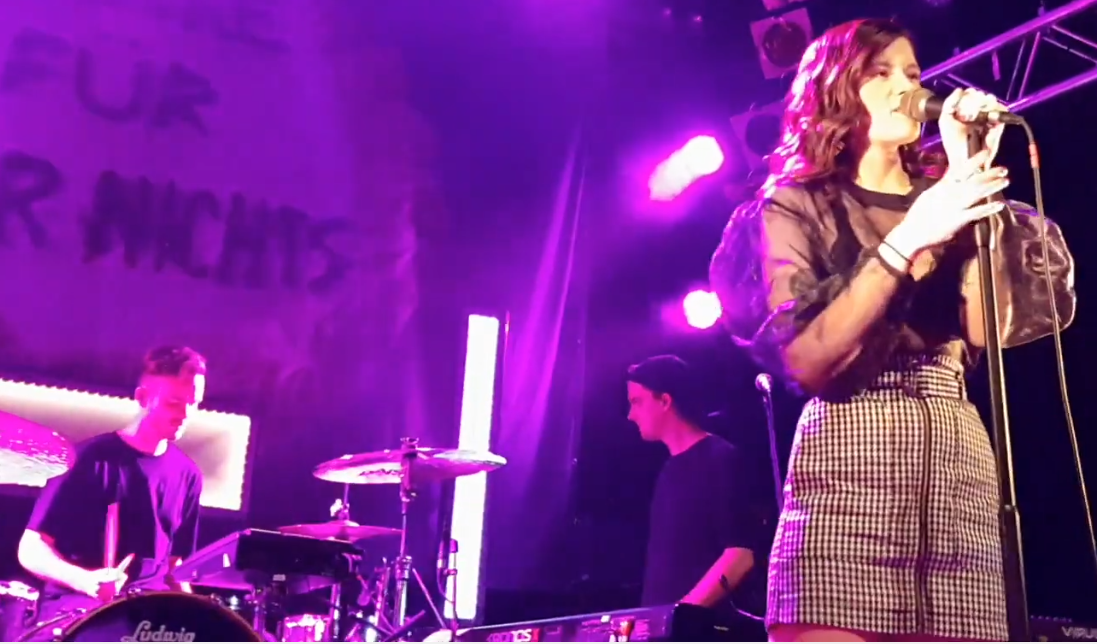
Juno mit Band in Hamburg.

Zwischen dem 23. Oktober 2019 und dem 7. November 2019 ging Juno mit ihrer Stammband – bestehend aus Bender, Henzl und Scheufler – auf ihre Was bleibt Tour. Die Tour führte sie durch 13 deutsche Städte. In neun von 13 Klubs sowie in den drei Städten Frankenthal, Freiburg im Breisgau und Osnabrück gab Juno ihre ersten Konzerte. Bis Ende September waren die Konzerte in Berlin, Dortmund, Frankfurt am Main und Hannover ausverkauft. Das Konzert in Dresden sollte ursprünglich in der Groovestation stattfinden, wurde jedoch ins Kulturzentrum Scheune verlegt. Wie schon bei der Akustiktour spiele erneut die deutsch-irische Band Varley im Vorprogramm von neun Konzerten. Im Vorprogramm der restlichen vier Konzerte spielte der Schweizer Singer-Songwriter Damian Lynn. Während der Tour präsentierte Juno zusammen mit ihrer Begleitband 19 unterschiedliche Titel. Das Repertoire bestand hauptsächlich aus einem popmusikalischen Set, mit einigen Akustikdarbietungen inmitten der Konzerte. Die Setlist bestand zu mehr als der Hälfte aus Stücken des Präsentationsalbums Was bleibt. Aus Was bleibt spielte Juno mit Ausnahme des Titels Schwarz weiß alle Lieder.

## Mitwirkende
| Albumproduktion - Lex Barkey: Mastering (Lieder: 2, 6–8, 11) - Joschka Bender: Gitarre (Lied 2) - Joseph Cass: Gitarre (Lieder: 8–9, 11–12), Komponist (Lieder: 8–9, 11–12), Liedtexter (Lieder: 8–9, 11–12) - Oliver Epsom (Oliver Som): Bass (Lieder: 2–12), Komponist (Lieder: 2–12), Liedtexter (Lieder: 2–12), Mastering (Lied 10), Musikproduzent (Lieder: 1–12), Piano (Lieder: 2–12), Programmierung (Schlagzeug) (Lieder: 2–12), Synthesizer (Lieder: 2–12) - Chris Gehringer: Mastering (Lied 5) - Sebastian Henzl: Piano (Lied 2) - Madeline Juno: Gesang (Lieder: 1–12), Komponist (Lieder: 1–12), Liedtexter (Lieder: 1–12) - Jonathan Kurz: Komponist (Lied 10), Liedtexter (Lied 10) - Zino Mikorey: Mastering (Lied 4) - Fabrice Noel: Komponist (Lied 5), Liedtexter (Lied 5) - Rainer Rütsch: Komponist (Lied 5), Liedtexter (Lied 5) - Benjamin Schenfler: Schlagzeug (Lied 2) - Mic Schröder: Musikproduzent (Lied 2) | Artwork - Danny Jungslund: Fotograf (Cover) Unternehmen - Aria Mastering: Mastering (Lieder: 1, 3, 9, 12) - BMG Rights Management: Verlag (Lieder: 1–12) - Budde Music: Verlag (Lied 5) - Embassy of Music: Musiklabel (Lieder: 1–12) - Sentric Music Publishing: Verlag (Lieder: 8–9, 11–12) - Sterling Sound: Mastering (Lied 5) - Universal Music Publishing: Verlag (Lieder: 1–12) - Warner/Chappell Music: Verlag (Lied 5) - Warner Music Group: Vertrieb (Lieder: 1–12) |

## Rezensionen

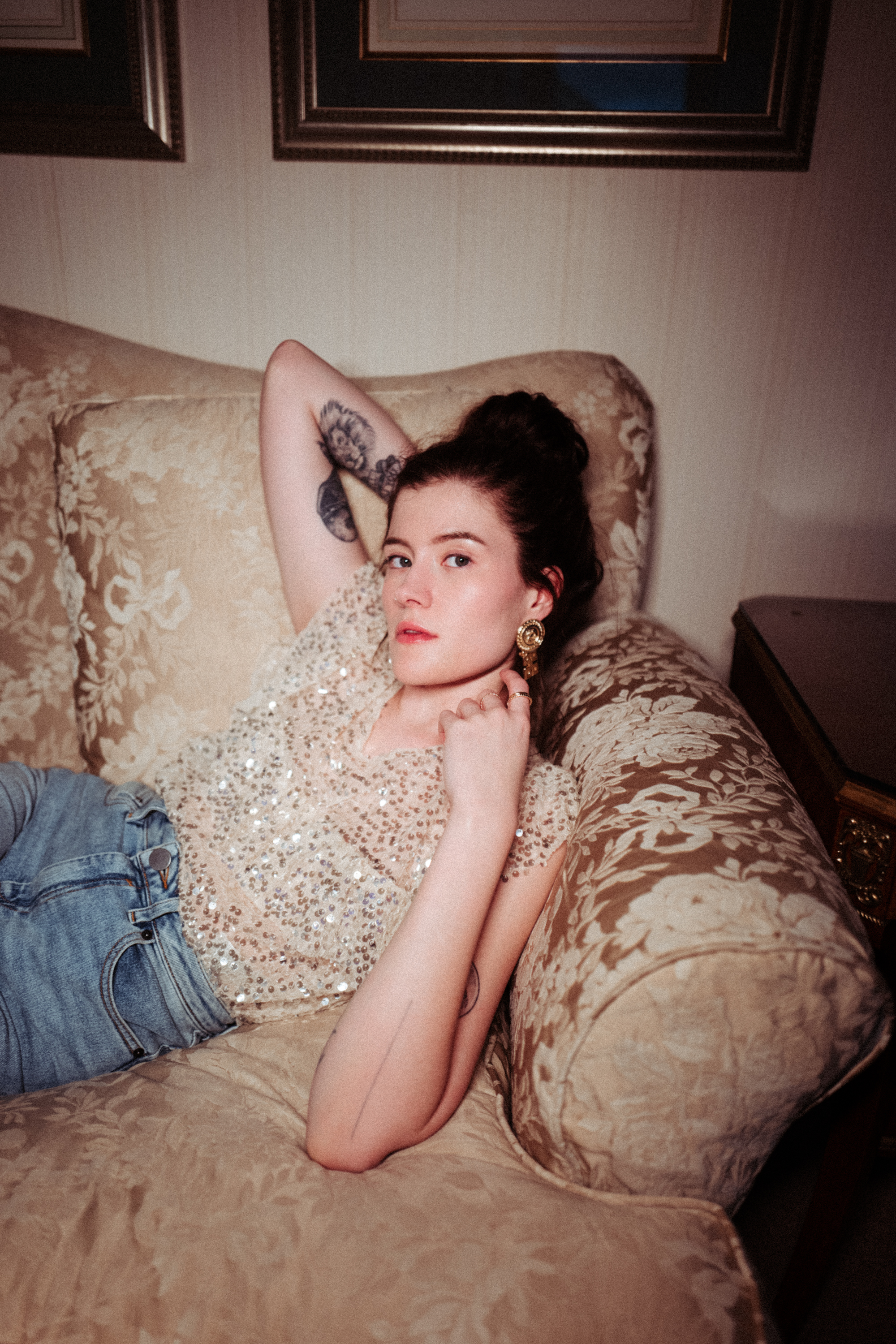
Pressefoto zu Was bleibt (2019).

Stefan Mertlik vom deutschsprachigen Online-Magazin laut.de vergab zwei von möglichen fünf Sternen für das Album. Juno singe über gestopfte Herzen, Pillen für den Schmerz und schlaflose Nächte. Anspruchsvoll soll all das trotzdem klingen. „Wenn wir kollidieren und du in mir zirkulierst“, wähle sie in Automatisch große Worte und richte sich damit an die Oberstufe mit Leistungskurs Deutsch. Die hätte vor drei Jahren vermutlich auch Zeilen wie diese in ihr Tagebuch geschrieben: „Was bringt mir Liebe, wenn sie keiner haben will?“ Nach einsamen Nächten mit dem Taschentuchverbrauch eines pubertierenden Internetnutzers klinge die Musik trotzdem nicht. Dank elektronischer Up-tempo-Beats und eingängiger Refrains schramme Juno haarscharf am Schlager vorbei. Beim Hören habe man sofort den taktlos mitklatschenden ZDF-Fernsehgarten im Kopf. Juno bewerbe sich als Vanessa-Mai-Alternative für Menschen, die das „Jazzfrühstück auf dem Gemeindeplatz für Hochkultur“ halten. Dabei bemühe sie sich, ihre Erfolgsformel frisch zu halten. Auf Was bleibt spiele sie mit Stimmeffekten (New York), setze auf eine rein akustische Instrumentierung (Zu zweit allein) und wechsele für wenige Takte ins Englische (Geliehen). Mit Wenn es dich gibt entferne sie sich sogar vom Thema der Zweisamkeit und nehme Gott sowie ihr Verhältnis zur Religion kritisch unter die Lupe. Dass ihre Gefühle beim Schreiben echt gewesen seien, möge er gar nicht anzweifeln. Dass sie darüber mehr schreiben könne als die üblichen Floskeln, schimmere immer wieder durch: „Ob deine Mama heute wohl sagt, dass sie mich nicht mag, und das tat sie nie.“ Zeilen wie diese blieben hängen, weil sie nicht in jedem x-beliebigen Lied über die Liebe auftauchen. Leider würden sie eine Ausnahme auf den zwölf Stücken darstellen. Nach dem Hören von Was bleibt bleibe inhaltlich und musikalisch nicht viel hängen. Das sei schade, weil Juno auch anders könne.
Matthias Reichel von cdstart.de bewertete das Album mit sechs von zehn Punkten. Junos latent „bedeutungsschwangere Stimme“ (Geliehen) und die markanten Betonungen (New York) stünden im Zentrum von modernen, radiotauglichen Popsongs wie Borderline, Grund genug oder auch Vor dir, die in eine zeitgemäße Produktion eingebunden worden seien. Das Gesamtergebnis sei nie spektakulär – wie beispielsweise ein Taylor-Swift-Album – dafür aber grundsolide und gut zwischen reiner Popmusik und Singer-Songwriter-Attitüde ausgependelt. Zwar führe der akustisch gehaltene Opener Zu zweit allein den Hörer zuerst auf eine falsche Folk-Pop-Fährte, die aber gleich im Anschluss mit Grund genug aufgelöst würde, indem sich dezente Beats in den Vordergrund schieben, die sich im Verlauf des Albums als zentrales Element herausstellen sollen und auch in Balladen wir Gib doch nach vorkämen. Getanzt werden könne zu Liedern wie Automatisch oder auch Vor dir; das Feuerzeug geschwenkt werden zu New York. Viel mehr benötige ein „unbeschwertes Popalbum“ nicht, um zu funktionieren. Es sei denn, irgendjemand käme auf die Idee, bei diesem angenehm unaufgeregten Werk auf die Suche nach dem absoluten Tiefgang zu gehen. Das wäre unfair und eindeutig zu viel der Kritik. Als „Anspieltipps“ hob Reichel die Titel Borderline, Grund genug, New York sowie Zu zweit allein hervor.
Katharina Bruckschwaiger vom deutschsprachigen E-Zine Plattentests.de vergab vier von möglichen zehn Punkten. Die visuelle Gestaltung des Musikvideos zu Automatisch spreche eine klare Sprache: Die Sängerin sei gereift, eine stilfeste Kosmopolitin. Einmal sehe man Juno in farbenfrohen, aber eleganten Kleidern vor weiter Kulisse, ein anderes Mal in dezenteren Tönen vor der Vogue-Inneneinrichtung. Die Aufmachung sei stimmig und zeige eine ambitionierte Popmusikerin. Problematisch werde es erst, wenn man die Audiospur mitlaufen lasse. Dabei präsentiere sich Juno zunächst als Texterin zwischen den Stilen. Da wären etwa die Coldplay-Leadgitarre in Grund genug, die „Imogen-Heap-Vocals“ im Refrain zu New York oder den fast schon aggressiven Hip-Hop-Beat in Borderline. Schade nur, dass der betriebene Eklektizismus stets an der Wasseroberfläche bliebe, sodass wirkliche Wagnisse „formatradiogerecht“ vermieden würden. Manchmal gehe die Mixtur von Anfang an nach hinten los (Gib doch nach). „Was bringt mir Liebe, wenn sie keiner haben will?“, schmachte Juno „engelsgleich“ im Pre-Chorus, dann setze der „weichgezeichnete Mallorca-Dancehall“ ein und verwandele das Lied in seine eigene Persiflage. Thematisch arbeite sich Juno an Trennungsschmerz und vergangener Liebe ab. Leider fehle es ihren Stücken an Nähe und gefühlvoller Auseinandersetzung. Die Produktion sei zu überfrachtet und der Inhalt reiche nicht weit genug. Für den einzig wirklich intimen Moment auf der Platte sorgten die „bestechenden“ Eingangs-Akkorde in Zu zweit allein. Der Titelsong entpuppe sich als ein durch und durch „charmanter Popsong“ mit „tänzelnder“ Leadgitarre und liebevollem Falsett. Im verspielten Refrain gäbe Juno ihre eigene Begleitgesang. Wie „variantenreich“ und „ausdrucksstark“ ihre Stimme sei, zeige sich hier fast von allein, während die Instrumente beschwingt Richtung Ausgang spazieren. Das Lied wurde auch als einziges „Highlight“ von Bruckschwaiger hervorgehoben. Die Quintessenz der zwölf Titel auf den Punkt zu bringen, sei gar nicht so einfach. Die Rezensentin versuche es dennoch im Reimstil der Künstlerin: „Es ist aus. Micky Maus. Du bist raus. Aus dem Haus. Welch ein Schmerz. In meinem Herz. Das ist kein Scherz. Nur ein bisschen Kommerz.“

## Chartplatzierungen
Was bleibt erreichte in Deutschland Rang 25 der Albumcharts und konnte sich eine Woche in den Top 100 platzieren. In den Midweekcharts der ersten Verkaufswoche erreichte das Album noch Rang 19. In den deutschsprachigen Albumcharts erreichte Was bleibt Rang 13 und in den Downloadcharts Rang 16. Darüber hinaus konnte sich das Album mehrere Tage in den deutschen iTunes-Tagesauswertungen platzieren und erreichte mit Rang 16 seine höchste Chartnotierung am Tag seiner Veröffentlichung. Für Juno ist es der vierte Charterfolg in den deutschen Albumcharts und die zweithöchste Chartnotierung nach The Unknown (Rang 24).